# Indigofera cylindracea
Indigofera cylindracea är en ärtväxtart som beskrevs av John Gilbert Baker. Indigofera cylindracea ingår i släktet indigosläktet, och familjen ärtväxter. Inga underarter finns listade i Catalogue of Life.